# 中露関係

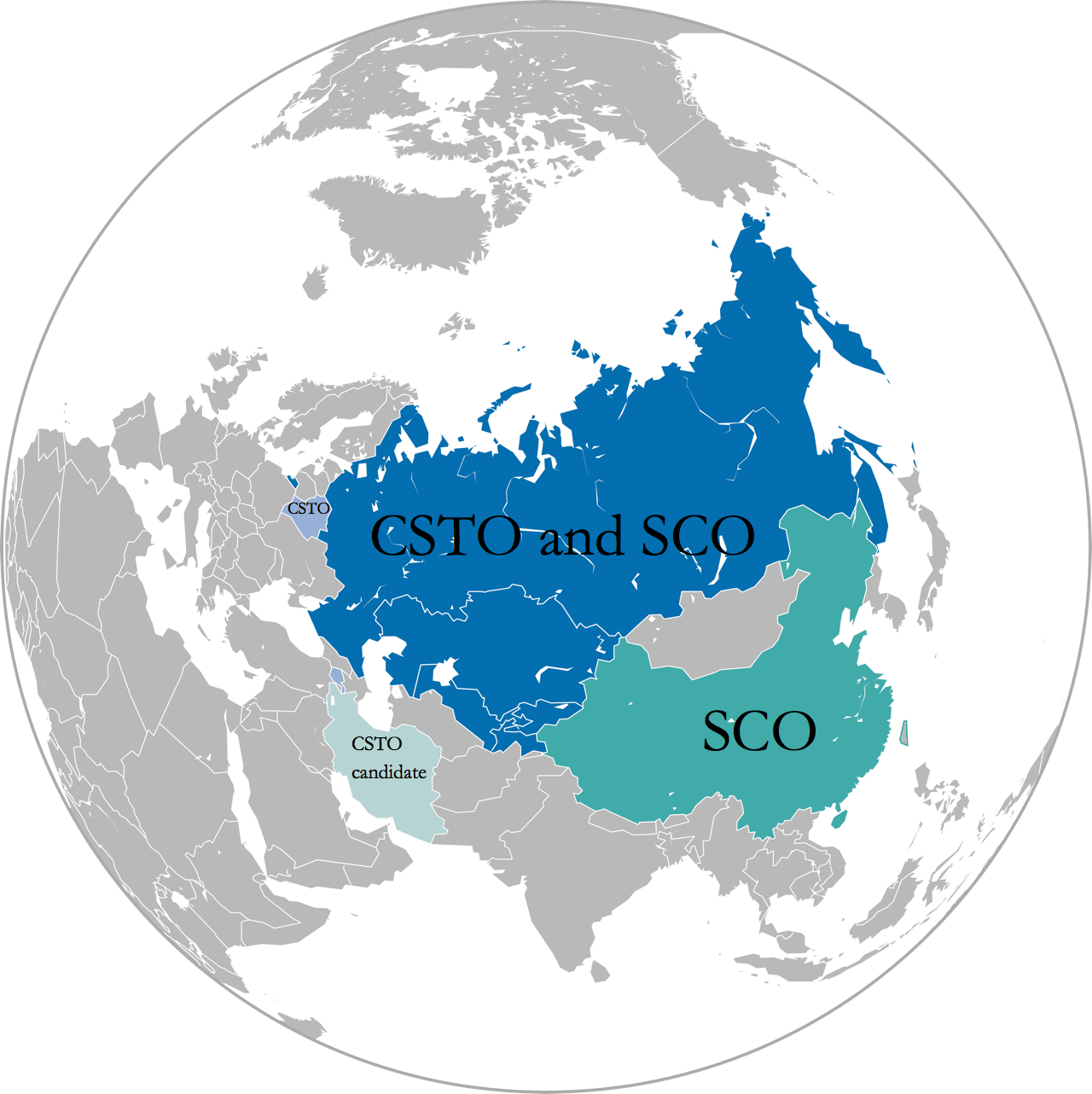
地球上のロシアの国土と中国の国土の実際の位置・大きさの関係

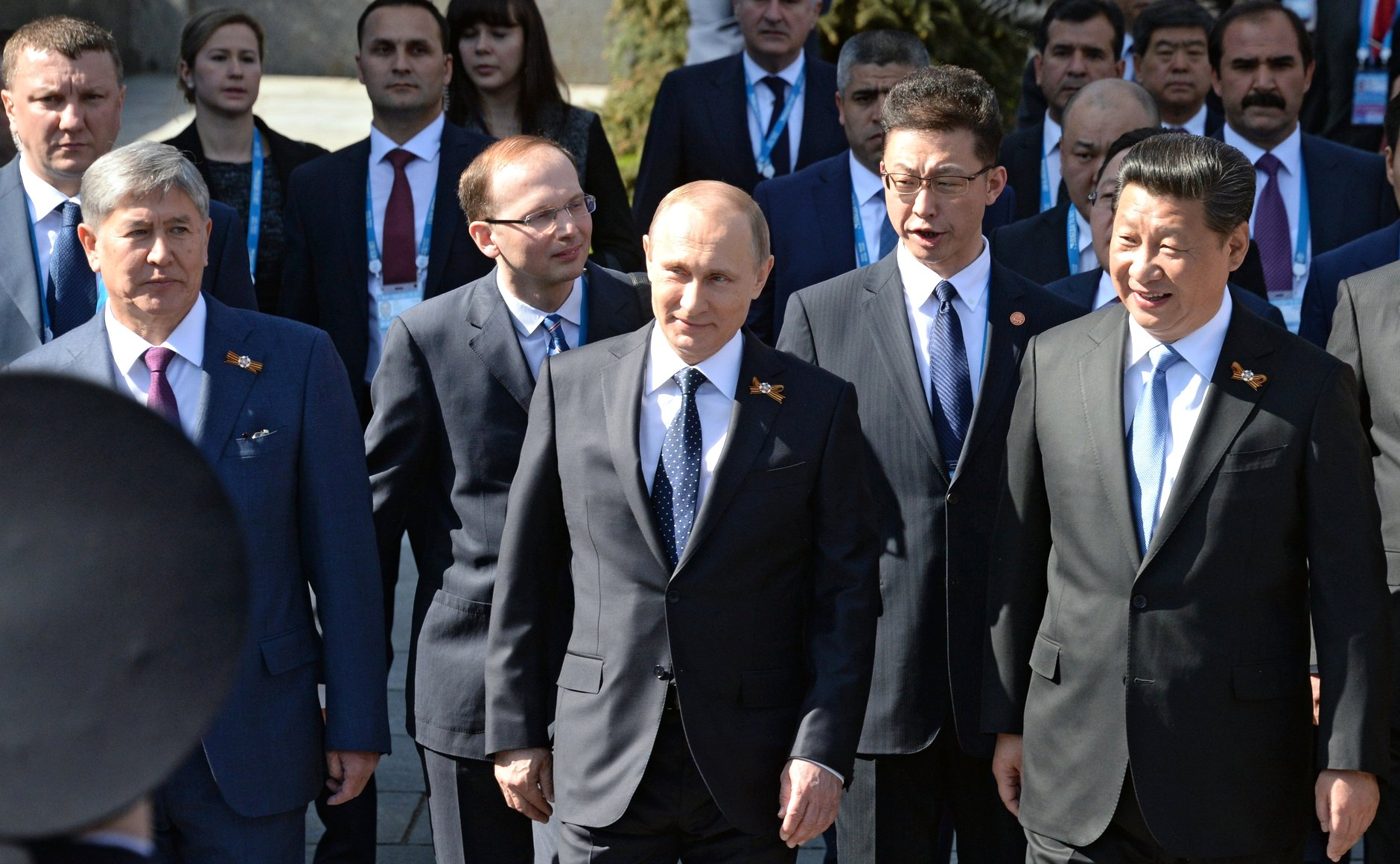
ウラジーミル・プーチン大統領と習近平総書記 (2015年)

中露関係（ちゅうろかんけい、中国語: 中俄关系）、あるいは露中関係（ろちゅうかんけい、ロシア語: Российско-китайские отношения）は、中華人民共和国とロシア連邦の間における相互関係であり、また両国の領土において過去400年に存在していた諸国の歴史として振り返ることも可能である。

## 概要
現段階において中露間の相互関係は広汎な諸分野における協調によって特徴づけられており、その協調には首脳級の集中的な接触、貿易関係、経済関係および人的関係、国際場裡における協調などが含まれており、国連安保理における活動や国際機関、あるいはBRICSや上海協力機構などの地域的機関における共同参加が挙げられる。

中国とロシアの外交関係は、ソビエト連邦の崩壊と1991年のロシア連邦の設立後に改善した。アメリカの学者ジョセフ・ナイは2015年に次のように指摘した。
ソビエト連邦の崩壊に伴い、事実上の米中同盟は終了し、中国とロシアの和解が始まった。1992年、両国は「建設的なパートナーシップ」を追求していると宣言した。1996年、彼らは「戦略的パートナーシップ」に向けて前進した。そして2001年に、彼らは「友情と協力」の条約に署名した。
中華人民共和国外交部長李肇星は2005年に次のように述べた。
中国とロシアは、世界で重要な影響力を持つ2か国であり、この惑星の平和を維持して共同開発を推進する特別な責務を負っている。
2012年、ロシアの対外貿易総額の10.1％が中国において占められた。中国の対外貿易におけるロシアのシェアは控えめだが、重要なものであり、2012年の中国の貿易総額の2.3％を占めており、順位はアメリカ、香港、日本、韓国、台湾、ドイツ、オーストラリア、マレーシアに次ぐ9位である。

## 歴史

### ロシア人と中国の元王朝（モンゴル帝国）
ロシア（ルーシ）の諸公国と中国の初めての繋がりは、13世紀にさかのぼるものと推定できる。現在の中国領土内におけるロシア人の存在について信頼できる最初の史料は14世紀のもので、モンゴルによるルーシ諸国への侵攻に関連しており、ルーシ侵攻の結果として多くの虜囚たちがモンゴル帝国の一角を成す元朝の中国へと連行されたのである。ロシアと中国の大地は、長きにわたってモンゴル帝国の影響圏を構成する一部に過ぎなかった。16世紀のイヴァン雷帝による治世の頃には、既に二つの使節団が中央アジアとモンゴルを通過して中国へ行く経路を確保していた。シベリアにトボリスクを建設した後、トボリスクの首長が極東にコサックを派遣した。ロシア人コサックや農民は、ザバイカリエ（ザバイカル）地方と沿アムール地方に定住してアムール川沿いにオストログ（防衛機能のある植民拠点）を建設し、その数あるオストログのうち最大規模であったのが、アムール川左岸のアルバジンとシルカ川沿いのネルチンスクである。
『元史』によると、「至順」を元号に掲げた最初の年（1330年）に中国へ連行されたロシア人虜囚たちが屯田兵として国境防衛と耕作の任に充てられた。元朝政府は、大都（北京）に屯田兵を管理する特別機構を設置した。大都（北京）で、ロシア人虜囚たちはハーンの親衛隊に入隊させられた。キプチャク人（キプチャクすなわちポロヴツィ人）、アス人（アスすなわちアラン人）、ロシア人の連隊が編成された。ハーン親衛隊のロシア人部隊は、「忠誠心に篤いロシア人連隊」を意味する「宣忠斡羅思衛親軍」と称された。結成当初の部隊の人数について現存する史料では確認できない。しかし、1331年の人数は明らかにされており、600人であったと記されている。
『元史』の1332年の条によると、ロシア人虜囚たちの到着が三度あったことが言及されており、その人数は一度目が170人、二度目が2,500人、三度目が30人の青壮年と103人の未成年であった。また、モンゴル人、キプチャク人、ロシア人の混成部隊の指揮官として、モンゴル人の指揮官ボヤニ（Боянь）が任命された件についても言及されている。留意すべきは、元朝とはモンゴル人の王朝であって中国人の国家ではなく、中国の領土内にロシア人が出現したことは元朝の時代においてであり、中露関係というよりむしろ露蒙関係の枠組みで捉えるべきであろう。

### ロシア国家と中国の明王朝

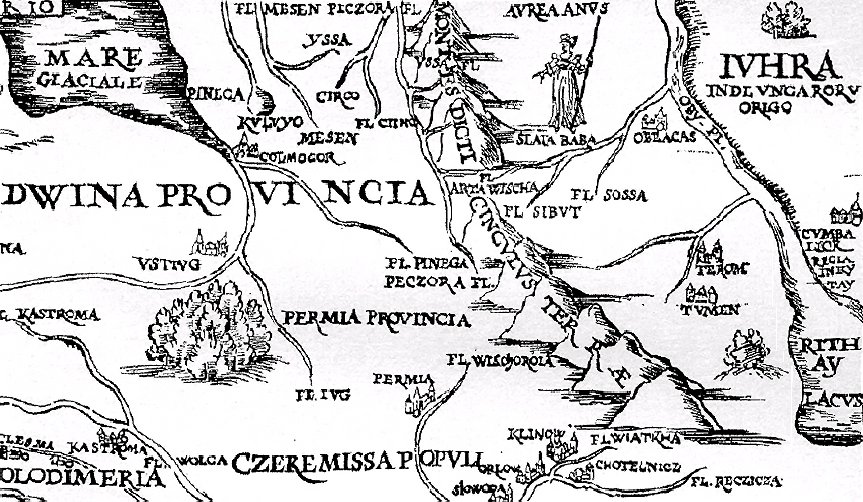
ヘルベルシュタインによるモスクワ大公国の地図 (1549年)。中国について「中国の要塞都市大都」（Cumbalick regia in Kytay、右端の中央）および「中国の湖」（Kithay lacus、右端の下部）と記載されている。但し、近代的な測量に基いた正確な地図ではなく、ヘルベンシュタインがモスクワ滞在中に聞いた話を根拠にまとめた概略地図である。

その後、モンゴルが中原から追い出されてから、中国は再び国家（明王朝）を形成した。
- 1608年 - ロシアは初めて中国人の王朝に足を踏み入れようと試みた。ツァーリのヴァシーリー・シュイスキーが、アルタン・ハーンの後裔が統治するモンゴルへ向かうロシア使節を中国人の国家に送る法令に署名した。だが、ショロイ・ウバシ・フンタイジ（モンゴル語版、英語版）[10]と黒カルムイクの間で戦争が起こったため、使節団が目的地にたどり着くことはなかった。1616年に、コサック指導者アタマンを務めるヴァシーリー・チュメネツを団長とする使節団がモンゴルに到着した。この代表団はショロイ・ウバシ・フンタイジに迎え入れられたが、中国へ向かうことなくモスクワに舞い戻った。19世紀には、イヴァン雷帝の治世である1567年にアタマンのイヴァン・ペトロフとブルナシュ・エルィチェフが率いる使節団が中国に行った最初のロシア使節であると信じられていたが、これは古代ロシア語の写本に従ったものであった。しかし後世、その写本は偽文書であって、虚構の旅行記であるに過ぎないという事実が判明した[11]。
- 1618年 - トボリスクのヴォイヴォダ（領主）が、コサックのイヴァン・ペトリン（ロシア語版、英語版）を団長とするペトリン遣中使節（ロシア語版）を中国へ派遣して中露関係を開設した。
- 1641〜1642年 - コサックのエメリヤン・ヴェルシニンが中国を訪問。

### ロシア国家と清王朝

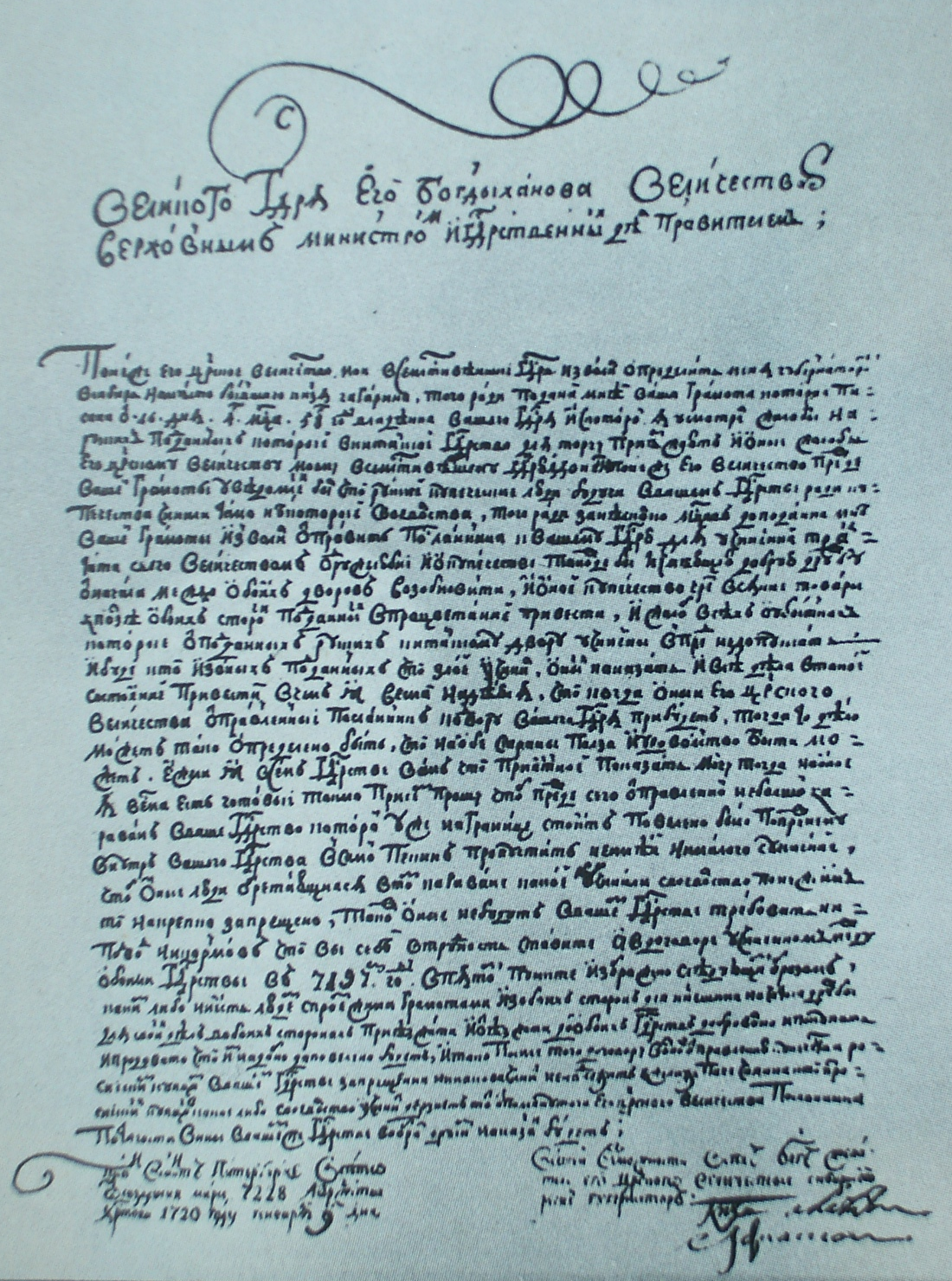
康熙帝統治下の清王朝政府に宛てた、ピョートル1世統治下のロシア政府による書翰 (1720年)

満州族の侵入の結果、中国は再び独立を失って満州族の帝国清王朝の一部（明清交替）となった。
- 1654年～1657年 - フョードル・バイコフ（ロシア語版、英語版）の使節団が、外交的な失敗に苦しめられながらも数多くの資料や文書を収集した。
- 1675年～1678年 - ニコライ・スパファリーの率いるスパファリー使節団（ロシア語版）が活動。中国を占領した満州族の帝国清王朝は、以前と変わらずアムール川流域（外満洲）のロシア人入植地を承認することを拒む。
- 1684年 - 満州軍によるロシア人入植地への襲撃（清露国境紛争）があり、アルバジンとネルチンスクが攻囲された。
- 1689年 - ネルチンスク条約が締結される。これはロシアと清王朝の間で交わされた初めての条約であり、両国の国境を画定させ、通商および紛争解決のための秩序を確立した[12]。フョードル・ゴロヴィンの使節団が条約に署名。ロシアは、重要な戦略的価値を持つアムール川以南の領有権主張を取り下げた。
- 1727年 - ブリンスク条約（ロシア語版）（ブリンスク協定）がサヴァ・ルキッチ・ウラジスラヴィチ＝ラグジンスキー（ロシア語版、英語版）の率いるウラジスラヴィチ使節団（ロシア語版）によって取りまとめられた。ネルチンスク条約で規定された国境の明確化が含まれていた。
- 1727年 - ロシアと清王朝の間における国境画定や通商について定めたキャフタ条約が、ブリンスク条約の取りまとめ作業を行っているウラジスラヴィチ使節団の滞在時に締結された。
- 1851年 - グルジャ条約（ロシア語版、英語版）が締結される。これはロシアと中国の間で結ばれた通商協定で、中央アジアにおいて貿易経済関係を結び付けた。
- 1858年 - 第二次アヘン戦争によって弱体化させられた清王朝は、ロシアとの間でアイグン条約に署名し、同条約によってロシアは沿海地方（ウスリー地方（ロシア語版、英語版））を含む満州の主要部を獲得した。
- 1860年 - 清王朝と欧州諸国の間で戦われた第二次アヘン戦争の終結直後に様々な条約が締結され（北京条約）、そのうちの一つがアイグン条約の批准である。
- 1864年 - カシュガル議定書が締結される。これは北京条約の付録である。この議定書は、カザフスタンによるロシアと清王朝への二重冊封体制を終焉させた。以後、カザフ人の大ジュズはロシア帝国に対してのみ忠誠を誓うようになった。
- 1689年 - ロシアのピョートル1世と中国の康熙帝の間でネルチンスク条約が締結され、アルグン川と外興安嶺（スタノヴォイ山脈）が国境とされた。
- 1727年 - 中国の雍正帝はロシアとキャフタ条約を締結し、モンゴル地区における国境を画定した。しかし厳密には（中洲など）決められなかったため、冷戦期に中ソ国境紛争が発生した。

### ソビエト連邦と中国
冷戦中、1961年に中ソが分裂した後、中国とソ連はライバルであり、世界的な共産主義運動の支配を競った。1960年代初頭に両国間の大規模な戦争の深刻な可能性があり、1969年に短い国境戦争が起こった。この敵意は、1976年に中国共産党の毛沢東主席が亡くなった後、減少し始めたが、1991年にソ連が崩壊するまで関係は貧弱であった。

### ロシアと中国
2013年、中国は「新シルクロード」とも呼ばれる一帯一路構想という新しい経済イニシアチブの創設を開始した。このプロジェクトは、主に経済関係と協力を強化し、アジアや世界の他の地域からの投資家を誘致し、「21世紀のシルクロード経済ベルト」の創造に積極的に参加するように設計されている。このゾーンは、アジアインフラ投資銀行が重要な役割を果たす可能性のある中国とヨーロッパ間の重要な交通物流リンクであるため、中国から中央アジアとロシアを経由してヨーロッパに拡張される必要がある。近年、中国とロシアは国境を越えたインフラの建設における協力を強化している。「重慶-新疆-ヨーロッパ」鉄道や、ロシアを通過する「西ヨーロッパ-中国西部」ルートなど、新しいユーラシアの輸送ルートも建設されている。中国北東部とロシアの極東では、両国が橋や港、その他のプロジェクトの建設を積極的に推進する。また、2023年までに中露間での2国間貿易量を2,400億ドルに増やした。
2024年7月に行われた上海協力機構の第24回首脳会議に合わせて行われた中露会談にて、ウラジーミル・プーチン連邦大統領は現在の中露関係について「両国の歴史上最も良好な時期を迎えている」と述べた。習近平共産党総書記（中国の指導者）は「中国とロシアは引き続き包括的な戦略連携を強化し、外部からの干渉に対抗し、地域の平穏と安定を共に保護するべきだ」と語った。